# جين روبنسون (مؤرخة)
جين روبنسون (بالإنجليزية: Jane Robinson)‏ هي مؤرخة بريطانية، ولدت في 1959.